# Lolium hybridum
Lolium hybridum là một loài thực vật có hoa trong họ Hòa thảo. Loài này được Hausskn. mô tả khoa học đầu tiên năm 1887.

## Hình ảnh

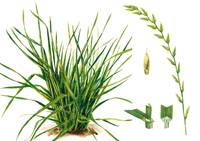